# مقاطعة دينويدي (فيرجينيا)
 مقاطعة دينويدي  (بالإنجليزية:  Dinwiddie County)‏ هي إحدى المقاطعات في ولاية فيرجينيا في الولايات المتحدة الأمريكية.

## أعلام
- فيتز لي
- غلاديس ويست
- وينفيلد سكوت
- مارتن راسيل ثاير
- ديكسون هال لويس